# Dvije minute mržnje
Dvije minute mržnje (engl. Two Minutes Hate) naziv je za fiktivni javni ritual opisan u Orwellovu romanu Tisuću devetsto osamdeset četvrtoj. Opisan je kao svakodnevna javna manifestacija prilikom koje se građani Oceanije okupljaju ispred javnih telekrana te promatraju prizor državnog neprijatelja Emmanuela Goldsteina i vojnika jedne od dviju suparničkih supersila (Eurazije i Istazije) na što reagiraju javnim iskazivanjem mržnje. U romanu je objašnjeno da dvije minute mržnje imaju istu svrhu kao i godišnja manifestacija tjedna mržnje: kanalizirati osobne frustracije i nezadovoljstvo širokih dijelova stanovništva prema vanjskom neprijatelju i tako otkloniti opasnost po režim.
Iako se izraz prvenstveno vezuje s Orwellovim romanom, njegovo je podrijetlo nešto starije i datira iz Prvog svjetskog rata kada su britanski mediji satirički komentirali njemačku propagandu, prije svega onu u kojoj se poticala mržnja prema Britaniji.

## Više informacija
- minuta šutnje